# 芥川龍之介賞
芥川龍之介賞（あくたがわりゅうのすけしょう）、通称芥川賞（）は、芸術性を踏まえた一篇の短編あるいは中編作品に与えられる文学賞である。文藝春秋社内の日本文学振興会によって選考が行われ、賞が授与される。掌編小説には授与されたことがない。

## 概要
大正時代を代表する小説家の一人・芥川龍之介の業績を記念して、友人であった菊池寛が1935年に直木三十五賞（直木賞）とともに創設し以降年2回発表される。第二次世界大戦中の1945年から一時中断したが1949年に復活した。新人作家による発表済みの短編・中編作品が対象となり、選考委員の合議によって受賞作が決定される。受賞者には、正賞として懐中時計、副賞として100万円が授与され、受賞作は『文藝春秋』に掲載される。
2025年上半期時点の選考委員は、山田詠美、小川洋子、川上弘美、島田雅彦、奥泉光、吉田修一、松浦寿輝、平野啓一郎、川上未映子の9名。選考会は、料亭『新喜楽』の1階で行われる（直木賞選考会は2階）。受賞者の記者会見と、その翌月の授賞式は、長く東京會舘で行われていたが、同館の建て替えに伴い、現在は帝国ホテルで行われている。

## 成立
1934年、菊池寛は『文藝春秋』4月号（直木三十五追悼号）に掲載された連載コラム「話の屑籠」にてこの年の2月に死去した直木三十五、1927年に死去した芥川龍之介の名を冠した新人賞の構想を「まだ定まってはいない」としつつ明らかにした。1924年に菊池が『文藝春秋』を創刊して以来、芥川は毎号巻頭に「侏儒の言葉」を掲載し直木もまた文壇ゴシップを寄せるなどして『文藝春秋』の発展に大きく寄与しており両賞の設立は菊池のこれらの友人に対する思いに端を発している。また『文学界』の編集者であった川崎竹一の回想によれば、1934年に文藝春秋社が発行していた『文藝通信』において川崎がゴンクール賞やノーベル賞など海外の文学賞を紹介したついでに日本でも権威のある文学賞を設立するべきだと書いた文章を菊池が読んだことも動機となっている。このとき菊池は川崎に文藝春秋社内ですぐに準備委員会および選考委員会を作るよう要請し、川崎や永井龍男らによって準備が進められた。同年中、『文藝春秋』1935年1月号において「芥川・直木賞宣言」が発表され正式に両賞が設立された。
設立当時から正賞（賞牌）として記念時計が贈られるとされており、副賞は500円であった。芥川賞選考委員は芥川と親交があり、また文藝春秋とも関わりの深い作家として川端康成、佐藤春夫、山本有三、瀧井孝作ら11名があたることになった。
芥川賞・直木賞は今でこそジャーナリズムに大きく取り上げられる賞となっているが設立当初は菊池が考えたほどには耳目を集めず、1935年の「話の屑籠」で菊池は「新聞などは、もっと大きく扱ってくれてもいいと思う」と不平をこぼしている。1954年に受賞した吉行淳之介は、自身の受賞当時の芥川賞について「社会的話題にはならず、受賞者がにわかに忙しくなることはなかった」と述べており、1955年に受賞した遠藤周作も、当時は「ショウではなくてほんとに賞だった」と話題性の低さを言い表している。遠藤によれば、授賞式も新聞関係と文藝春秋社内の人間が10人ほど集まるだけのごく小規模なものだったという。転機となったのは1956年の石原慎太郎「太陽の季節」の受賞である。作品のセンセーショナルな内容や学生作家であったことなどから大きな話題を呼び、受賞作がベストセラーとなっただけでなく「太陽族」という新語が生まれ石原の髪型を真似た「慎太郎カット」が流行するなど「慎太郎ブーム」と呼ばれる社会現象を巻き起こした。これ以降芥川賞・直木賞はジャーナリズムに大きく取り上げられる賞となり1957年下半期に開高健、1958年上半期に大江健三郎が受賞した頃には新聞社だけでなくテレビ、ラジオ局からも取材が押し寄せ、また新作の掲載権をめぐって雑誌社が争うほどになっていた。今日においても話題性の高さは変わらず特に受賞者が学生作家であるような場合にはジャーナリズムに大きく取り上げられ、受賞作はしばしばベストセラーとなっている。

## 選考過程
上半期には前年の12月からその年の5月、下半期には6月から11月の間に発表された作品を対象とする。候補作の絞込みは日本文学振興会から委託される形で、文藝春秋社員20名で構成される選考スタッフによって行なわれる。選考スタッフは5人ずつ4つの班に別れ各班に10日に1回ほどのペースで毎回3、4作ずつ作品が割り当てられる。スタッフは作品を読み、班会議でその班が推薦する作品を選ぶ。それから各班の推薦作品が持ち寄られて本会議を行いさらに作品を絞り込む。この班会議→本会議が6～7回ずつ計12～14回繰り返され、最終的に候補作5、6作を決定する。班会議、本会議ともにメンバーは各作品に○、△、×による採点をあらかじめ行い会議に臨む。
最終候補作が決定した時点で候補者に受賞の意志があるか確認を行い、最終候補作を発表する。選考会は上半期は7月中旬、下半期は1月中旬に築地の料亭・新喜楽1階の座敷で行なわれる。選考会の司会は『文藝春秋』編集長が務める。選考委員はやはりあらかじめ候補作を○、△、×による採点で評価しておき、各委員が評価を披露した上で審議が行なわれる。

## 選考基準

### 「新人」の基準
芥川賞は対象となる作家を「無名あるいは新人作家」としており、特に初期には「その作家が新人と言えるかどうか」が選考委員の間でしばしば議論となった。戦中から戦後にかけて芥川賞が4年間中断していた時期に野間宏、中村真一郎、椎名麟三、梅崎春生、武田泰淳 、三島由紀夫ら「戦後派」と呼ばれる作家たちが登場して注目を浴びたが1949年の芥川賞復活後、彼らは新人ではないと見なされて候補に挙がることさえなかった。また島木健作や田宮虎彦、金達寿、後述する井上光晴のように候補に挙がっても「無名とはいえない」という理由で選考からはずされることもしばしばあった。第23回（1950年上半期）に田宮が候補となったとき、坂口安吾は「芥川賞復活の時に、三島君まではすでに既成作家と認めて授賞しない、というのが既定の方針であったが、田宮君が授賞するとなると、三島君はむろんのこと、梅崎君でも武田君でも（中略）かく云う私も、候補に入れてもらわなければならない」と述べて反対している。他方、第5回（1937年上半期）に受賞した尾崎一雄は受賞時すでに新人とは言えないキャリアを持っていたが、「一般的には埋もれている」（瀧井孝作）と見なされて受賞に至っている。第38回（1957年下半期）に開高健と競って僅差で落選した大江健三郎はその後の半年間にも次々と話題作を発表し、続く第39回（1958年上半期）でも候補となったが作品のレベルでは群を抜いていたにもかかわらず新人といえるかどうかが議論の的となった。現在では、芥川賞は原稿用紙300枚以内の小説という括り以外では、説明のできない賞になってきている。

### 作品の長さ
芥川賞は短編・中編作品を対象としており長さに明確な規定があるわけではないが、概ね原稿用紙100枚から200枚程度の作品が候補に選ばれている。第1回の受賞者でありその後選考委員も務めた石川達三は対象となる作品の長さについて「せいぜい百五十枚までの短編」であるという見解を示したことがあるが、第51回（1964年上半期）受賞の柴田翔「されどわれらが日々―」は150枚を大幅に超える280枚の作品であった。第50回（1963年下半期）芥川賞で井上光晴が「地の群れ」で候補に上がったときは、すでに無名作家でない上、作品が長すぎるという理由で選考からはずされたが、選考委員の石川淳は「いずれの理由も納得できない」と怒りを表明している。また国際的にも評価の高い村上春樹は芥川賞はおろか直木賞すら受賞していないが村上の場合は中篇作品で2度候補となった後、英語ほかに翻訳されて読まれることを想定した世界文学に移行したことが理由の一つに挙げられる。現在、芥川賞受賞作品が他国民のために翻訳されて読まれることは、決して多くはない。
なお「作品の短さ」は本になったときに読みやすくまた値段も安くなることから、直木賞に比べて作品の売り上げが伸びやすい理由となっている。300枚未満で連作ではないもの、何らかの雑誌で掲載済みのものならノミネートの対象になる。

### 直木賞との境界
純文学の新人賞として設けられている芥川賞であるが、大衆文学の賞として設けられている直木三十五賞（直木賞）との境界があいまいになることがしばしばある。第6回（1937年下半期）直木賞には純文学の作家として名をなしていた井伏鱒二が受賞しており、直木賞選考委員の久米正雄は「純文学として書かれたものだが、このくらいの名文は当然大衆文学の世界に持ち込まれなくてはならぬ」と述べている。のちに社会派推理作家として一般に認知された松本清張は、「或る『小倉日記』伝」で1952年下半期に芥川賞を取っており、これはもともと直木賞の候補となっていたものだったが候補作の下読みをしていた永井龍男のアドヴァイスによって芥川賞に回されたものであった。第46回（1961年下半期）の両賞では宇能鴻一郎が芥川賞を、伊藤桂一が直木賞をとり、このとき文芸評論家の平野謙は「芥川賞と直木賞が逆になったのではないかと錯覚する」と述べている。同様の事態は第111回（1998年上半期）にも起こり、このときには私小説の作家であった車谷長吉が直木賞を、大衆文学の作家とみなされていた花村萬月、ハードボイルド調の作品を書いていた藤沢周が芥川賞を取ったことで話題となった。
芥川賞に比べて直木賞のほうはある程度キャリアのある作家を対象としていることもあり、檀一雄、柴田錬三郎、山田詠美、角田光代、島本理生などのように芥川賞の候補になりながらその後直木賞を受賞した作家もいる。1950年代までは柴田錬三郎「デスマスク」（第25回・1951年上半期）、北川荘平「水の壁」（第39回・1958年上半期）など芥川賞と直木賞の両方で候補に挙がった作品もあった。

## 批判
賞のジャーナリスティックな性格はしばしば批判の的となるが、設立者の菊池自身は「むろん芥川賞・直木賞などは、半分は雑誌の宣伝にやっているのだ。そのことは最初から明言してある」（「話の屑籠」『文藝春秋』1935年10月号）とはっきりと商業的な性格があることを認めている。菊池は賞に公的な性格を与えるため1937年に財団法人日本文学振興会を創設し両賞をまかなわせるようになったが同会の財源は文藝春秋の寄付に拠っており、役員も主に文藝春秋の関係者が就任している（事務所も文藝春秋社内）。また設立当初には選考委員に選ばれている作家の偏りが批判されたが、これに対し菊池は「芥川賞の委員が偏しているという非難をした人があるが、あれはあれでいいと思う。芥川賞はある意味では、芥川の遺風をどことなくほのめかすような、少なくとも純芸術風な作品に与えられるのが当然である（中略）プロレタリア文学の傑作のためには、小林多喜二賞といったものが創設されてよいのである」（「話の屑籠」『文藝春秋』1935年2月号）という見方を示している。
文学賞に対する批判本『文学賞メッタ斬り!』を著した大森望、豊崎由美は現在の芥川賞の問題点として選考委員が「終身制」で顔ぶれがほとんど変わらないこと、選考委員が必ずしも現在の文学に通じている人物ではないこと、選考委員の数が多すぎて無難な作品が受賞しがちなこと、受賞作が文藝春秋の雑誌である『文学界』掲載作品に偏りがちであることなどを挙げている。また豊崎は改善策として選考委員の任期を4年程度に定め、選考委員の3分の1は文芸評論家にするなどの案を示している。

## 最年少・最年長受賞記録
特に若年での受賞や学生作家の受賞は大きな話題となる。
| 順位 | 受賞者名   | 受賞時期                | 受賞時の年齢 |
| ---- | ---------- | ----------------------- | ------------ |
| 1    | 綿矢りさ   | 2003年下半期（第130回） | 19歳11か月   |
| 2    | 金原ひとみ | 2003年下半期（第130回） | 20歳05か月   |
| 3    | 宇佐見りん | 2020年下半期（第164回） | 21歳08か月   |
| 4    | 丸山健二   | 1966年下半期（第56回）  | 23歳00か月   |
| 5    | 石原慎太郎 | 1955年下半期（第34回）  | 23歳03か月   |
| 6    | 大江健三郎 | 1958年上半期（第39回）  | 23歳05か月   |
| 7    | 平野啓一郎 | 1998年下半期（第120回） | 23歳06か月   |
| 8    | 鈴木結生   | 2024年下半期（第172回） | 23歳07か月   |
| 9    | 青山七恵   | 2006年下半期（第136回） | 23歳11か月   |
| 10   | 村上龍     | 1976年上半期（第75回）  | 24歳04か月   |

| 順位 | 受賞者名   | 受賞年                   | 受賞時の年齢 |
| ---- | ---------- | ------------------------ | ------------ |
| 1    | 黒田夏子   | 2012年下半期（第148回）0 | 75歳09か月   |
| 2    | 若竹千佐子 | 2017年下半期（第158回）0 | 63歳00か月   |
| 3    | 森敦       | 1973年下半期（第70回）0  | 61歳11か月   |
| 4    | 三浦清宏   | 1987年下半期（第98回）0  | 57歳04か月   |
| 5    | 米谷ふみ子 | 1985年下半期（第94回）0  | 55歳02か月   |

## 21世紀に発表されたベストセラーから
綿矢りさ 『蹴りたい背中』（第130回・2003年下半期） 127万部（単行本のみ）
綿矢は17歳のときに『インストール』でデビュー、芥川賞受賞時は19歳で20歳の金原ひとみと同時受賞し最年少記録を大幅に更新、単行本は『限りなく透明に近いブルー』以来28年ぶりのミリオンセラーとなった。受賞作は周囲に溶け込めない女子高生とアイドルおたくの男子生徒との交流を描いたもので、唯一反対した三浦哲郎を除く選考委員の票をすべて集め受賞が決定。「高校における異物排除のメカニズムを正確に書く技倆に感心した」（池澤夏樹）、「作者は作者の周辺に流行しているだろうコミック的観念遊びに足をとられず、小説のカタチで新しさを主張する愚にも陥らず、あくまで人間と人間関係を描こうとしている」（髙樹のぶ子）と各選考委員から高評価を受けた。綿矢の受賞と前後してこの時期10 - 20代前半の作家のデビューが相次ぎ、若年層の活躍を印象付けた。
又吉直樹 『火花』（第153回・2015年上半期） 229万部（単行本のみ）
羽田圭介「スクラップ・アンド・ビルド」と同時受賞。売れない芸人の主人公と天才肌の先輩芸人との交友を描いた作品。お笑い芸人では初の受賞。単行本の累計発行部数は229万部を突破し、芥川賞受賞作品として歴代1位の単行本部数となる。
村田沙耶香 『コンビニ人間』（第155回・2016年上半期） 102万部（単行本のみ）
2016年の発売から年内に50万部を超えてからもじわじわと売れ続け、2年を経て100万部に到達した。

## 太宰治の落選について
第1回芥川賞では、デビューしたばかりの太宰治も候補となった。太宰は当時パビナール中毒症に悩んでおり薬品代の借金もあったため賞金500円を熱望していたが、結局受賞はしなかった。この時選考委員の一人だった川端康成は太宰について、「例へば、佐藤春夫氏は『逆行』よりも『道化の華』によつて作者太宰氏を代表したき意見であつた。（中略）そこに才華も見られ、なるほど『道化の華』の方が作者の生活や文学観を一杯に盛つてゐるが、私見によれば、作者目下の生活に嫌な雲ありて、才能の素直に発せざる憾みがあつた」と言ったことに対し、太宰は『文藝通信』において以下のように反論した。
この批判に対し川端も翌月に、「太宰氏は委員会の様子など知らぬというかも知れない。知らないならば尚更根も葉もない妄想や邪推はせぬがよい」と反駁して、石川達三の『蒼氓』と太宰の作の票が接近していたわけではなく、太宰を強く推す者もなかったとし、「さう分れば、私が〈世間〉や〈金銭関係〉のために、選評で故意と太宰氏の悪口を書いたといふ、太宰氏の邪推も晴れざるを得ないだらう」と述べているが、プライベートに関して人格攻撃をしたこと自体は後に謝罪した。その後、太宰は第3回の選考の前に、川端宛てに、「何卒私に与へて下さい」という書簡を出したり、選考委員のなかで太宰の理解者であった佐藤春夫に何度も嘆願の手紙を送り第2回、第3回の候補になるべく『文藝春秋』に新作を送り続けたが、前回候補に挙がった作家や投票2票以下の作家は候補としないという当時の条件のために太宰は候補とならなかった。川端はこの規定決定時に欠席しており、「この二つの条件には、多少問題がある」としている。佐藤はこれらの経緯を『小説 芥川賞』と題して詳しく描いている。また、このとき太宰は『新潮』の誌面で、あたかも佐藤との間で受賞の密約を交わしていたかのようなアピールをしているが、佐藤には即座に否定されている。

## 受賞者一覧

### 1930年代
- 第1回（1935年上半期） - 石川達三「蒼氓」
- 第2回（1935年下半期） - 該当作品なし（二・二六事件のため審査中止）
- 第3回（1936年上半期） - 小田嶽夫「城外」、鶴田知也「コシャマイン記」
- 第4回（1936年下半期） - 石川淳「普賢」、冨澤有爲男「地中海」
- 第5回（1937年上半期） - 尾崎一雄「暢気眼鏡」他
- 第6回（1937年下半期） - 火野葦平「糞尿譚」
- 第7回（1938年上半期） - 中山義秀「厚物咲」
- 第8回（1938年下半期） - 中里恒子「乗合馬車」他
- 第9回（1939年上半期） - 半田義之「鶏騒動」、長谷健「あさくさの子供」
- 第10回（1939年下半期） - 寒川光太郎「密獵者」

### 1940年代
- 第11回（1940年上半期） - 高木卓「歌と門の盾」（受賞辞退）
- 第12回（1940年下半期） - 櫻田常久「平賀源内」
- 第13回（1941年上半期） - 多田裕計「長江デルタ」
- 第14回（1941年下半期） - 芝木好子「青果の市」
- 第15回（1942年上半期） - 該当作品なし
- 第16回（1942年下半期） - 倉光俊夫「連絡員」
- 第17回（1943年上半期） - 石塚喜久三「纏足の頃」
- 第18回（1943年下半期） - 東野邊薫「和紙」
- 第19回（1944年上半期） - 八木義徳「劉廣福」、小尾十三「登攀」
- 第20回（1944年下半期） - 清水基吉「雁立」

（第二次世界大戦のため中断）
- 第21回（1949年上半期） - 由起しげ子「本の話」、小谷剛「確証」
- 第22回（1949年下半期） - 井上靖「闘牛」

### 1950年代
- 第23回（1950年上半期） - 辻亮一「異邦人」
- 第24回（1950年下半期） - 該当作品なし
- 第25回（1951年上半期） - 安部公房「壁 S・カルマ氏の犯罪」、石川利光「春の草」他
- 第26回（1951年下半期） - 堀田善衛「広場の孤独」「漢奸」その他
- 第27回（1952年上半期） - 該当作品なし
- 第28回（1952年下半期） - 五味康祐「喪神」、松本清張「或る『小倉日記』伝」
- 第29回（1953年上半期） - 安岡章太郎「悪い仲間・陰気な愉しみ」
- 第30回（1953年下半期） - 該当作品なし
- 第31回（1954年上半期） - 吉行淳之介「驟雨」その他
- 第32回（1954年下半期） - 小島信夫「アメリカン・スクール」、庄野潤三「プールサイド小景」
- 第33回（1955年上半期） - 遠藤周作「白い人」
- 第34回（1955年下半期） - 石原慎太郎「太陽の季節」
- 第35回（1956年上半期） - 近藤啓太郎「海人舟」
- 第36回（1956年下半期） - 該当作品なし
- 第37回（1957年上半期） - 菊村到「硫黄島」
- 第38回（1957年下半期） - 開高健「裸の王様」
- 第39回（1958年上半期） - 大江健三郎「飼育」
- 第40回（1958年下半期） - 該当作品なし
- 第41回（1959年上半期） - 斯波四郎「山塔」
- 第42回（1959年下半期） - 該当作品なし

### 1960年代
- 第43回（1960年上半期） - 北杜夫「夜と霧の隅で」
- 第44回（1960年下半期） - 三浦哲郎「忍ぶ川」
- 第45回（1961年上半期） - 該当作品なし
- 第46回（1961年下半期） - 宇能鴻一郎「鯨神」
- 第47回（1962年上半期） - 川村晃「美談の出発」
- 第48回（1962年下半期） - 該当作品なし
- 第49回（1963年上半期） - 後藤紀一「少年の橋」、河野多惠子「蟹」
- 第50回（1963年下半期） - 田辺聖子「感傷旅行 センチメンタル・ジャーニィ」
- 第51回（1964年上半期） - 柴田翔「されどわれらが日々──」
- 第52回（1964年下半期） - 該当作品なし
- 第53回（1965年上半期） - 津村節子「玩具」
- 第54回（1965年下半期） - 高井有一「北の河」
- 第55回（1966年上半期） - 該当作品なし
- 第56回（1966年下半期） - 丸山健二「夏の流れ」
- 第57回（1967年上半期） - 大城立裕「カクテル・パーティー」
- 第58回（1967年下半期） - 柏原兵三「徳山道助の帰郷」
- 第59回（1968年上半期） - 丸谷才一「年の残り」、大庭みな子「三匹の蟹」
- 第60回（1968年下半期） - 該当作品なし
- 第61回（1969年上半期） - 庄司薫「赤頭巾ちゃん気をつけて」、田久保英夫「深い河」
- 第62回（1969年下半期） - 清岡卓行「アカシヤの大連」

### 1970年代
- 第63回（1970年上半期） - 吉田知子「無明長夜」、古山高麗雄「プレオー8の夜明け」
- 第64回（1970年下半期） - 古井由吉「杳子」
- 第65回（1971年上半期） - 該当作品なし
- 第66回（1971年下半期） - 李恢成「砧をうつ女」、東峰夫「オキナワの少年」
- 第67回（1972年上半期） - 畑山博「いつか汽笛を鳴らして」、宮原昭夫「誰かが触った」
- 第68回（1972年下半期） - 山本道子 「ベティさんの庭」、郷静子「れくいえむ」
- 第69回（1973年上半期） - 三木卓「鶸」
- 第70回（1973年下半期） - 野呂邦暢「草のつるぎ」、森敦「月山」
- 第71回（1974年上半期） - 該当作品なし
- 第72回（1974年下半期） - 日野啓三「あの夕陽」、阪田寛夫「土の器」
- 第73回（1975年上半期） - 林京子「祭りの場」
- 第74回（1975年下半期） - 中上健次「岬」、岡松和夫「志賀島」
- 第75回（1976年上半期） - 村上龍「限りなく透明に近いブルー」
- 第76回（1976年下半期） - 該当作品なし
- 第77回（1977年上半期） - 三田誠広「僕って何」、池田満寿夫「エーゲ海に捧ぐ」
- 第78回（1977年下半期） - 宮本輝「螢川」、高城修三 「榧の木祭り」
- 第79回（1978年上半期） - 高橋揆一郎「伸予」、高橋三千綱「九月の空」
- 第80回（1978年下半期） - 該当作品なし
- 第81回（1979年上半期） - 重兼芳子「やまあいの煙」、青野聰「愚者の夜」
- 第82回（1979年下半期） - 森禮子「モッキングバードのいる町」

### 1980年代
- 第83回（1980年上半期） - 該当作品なし
- 第84回（1980年下半期） - 尾辻克彦「父が消えた」
- 第85回（1981年上半期） - 吉行理恵「小さな貴婦人」
- 第86回（1981年下半期） - 該当作品なし
- 第87回（1982年上半期） - 該当作品なし
- 第88回（1982年下半期） - 加藤幸子 「夢の壁」、唐十郎「佐川君からの手紙」
- 第89回（1983年上半期） - 該当作品なし
- 第90回（1983年下半期） - 笠原淳「杢二の世界」、髙樹のぶ子「光抱く友よ」
- 第91回（1984年上半期） - 該当作品なし
- 第92回（1984年下半期） - 木崎さと子「青桐」
- 第93回（1985年上半期） - 該当作品なし
- 第94回（1985年下半期） - 米谷ふみ子「過越しの祭」
- 第95回（1986年上半期） - 該当作品なし
- 第96回（1986年下半期） - 該当作品なし
- 第97回（1987年上半期） - 村田喜代子「鍋の中」
- 第98回（1987年下半期） - 池澤夏樹「スティル・ライフ」、三浦清宏「長男の出家」
- 第99回（1988年上半期） - 新井満 「尋ね人の時間」
- 第100回（1988年下半期） - 南木佳士「ダイヤモンドダスト」、李良枝「由煕」
- 第101回（1989年上半期） - 該当作品なし
- 第102回（1989年下半期） - 大岡玲「表層生活」、瀧澤美恵子「ネコババのいる町で」

### 1990年代
- 第103回（1990年上半期） - 辻原登「村の名前」
- 第104回（1990年下半期） - 小川洋子「妊娠カレンダー」
- 第105回（1991年上半期） - 辺見庸「自動起床装置」、荻野アンナ「背負い水」
- 第106回（1991年下半期） - 松村栄子「至高聖所アバトーン」[32][33]

- 第107回（1992年上半期） - 藤原智美「運転士」
- 第108回（1992年下半期） - 多和田葉子「犬婿入り」
- 第109回（1993年上半期） - 吉目木晴彦「寂寥郊野」
- 第110回（1993年下半期） - 奥泉光「石の来歴」
- 第111回（1994年上半期） - 室井光広「おどるでく」、笙野頼子「タイムスリップ・コンビナート」
- 第112回（1994年下半期） - 該当作品なし
- 第113回（1995年上半期） - 保坂和志「この人の閾」
- 第114回（1995年下半期） - 又吉栄喜「豚の報い」
- 第115回（1996年上半期） - 川上弘美「蛇を踏む」
- 第116回（1996年下半期） - 辻仁成「海峡の光」、柳美里「家族シネマ」
- 第117回（1997年上半期） - 目取真俊「水滴」
- 第118回（1997年下半期） - 該当作品なし
- 第119回（1998年上半期） - 花村萬月「ゲルマニウムの夜」、藤沢周「ブエノスアイレス午前零時」
- 第120回（1998年下半期） - 平野啓一郎「日蝕」
- 第121回（1999年上半期） - 該当作品なし
- 第122回（1999年下半期） - 玄月「蔭の棲みか」、藤野千夜「夏の約束」

### 2000年代
- 第123回（2000年上半期） - 町田康「きれぎれ」、松浦寿輝「花腐し」
- 第124回（2000年下半期） - 青来有一「聖水」、堀江敏幸「熊の敷石」
- 第125回（2001年上半期） - 玄侑宗久「中陰の花」
- 第126回（2001年下半期） - 長嶋有「猛スピードで母は」
- 第127回（2002年上半期） - 吉田修一「パーク・ライフ」
- 第128回（2002年下半期） - 大道珠貴「しょっぱいドライブ」
- 第129回（2003年上半期） - 吉村萬壱「ハリガネムシ」
- 第130回（2003年下半期） - 金原ひとみ「蛇にピアス」、綿矢りさ「蹴りたい背中」（最年少受賞）
- 第131回（2004年上半期） - モブ・ノリオ「介護入門」
- 第132回（2004年下半期） - 阿部和重「グランド・フィナーレ」
- 第133回（2005年上半期） - 中村文則「土の中の子供」
- 第134回（2005年下半期） - 絲山秋子「沖で待つ」
- 第135回（2006年上半期） - 伊藤たかみ「八月の路上に捨てる」
- 第136回（2006年下半期） - 青山七恵「ひとり日和」
- 第137回（2007年上半期） - 諏訪哲史「アサッテの人」
- 第138回（2007年下半期） - 川上未映子「乳と卵」
- 第139回（2008年上半期） - 楊逸「時が滲む朝」
- 第140回（2008年下半期） - 津村記久子「ポトスライムの舟」
- 第141回（2009年上半期） - 磯崎憲一郎「終の住処」
- 第142回（2009年下半期） - 該当作品なし

### 2010年代
- 第143回（2010年上半期） - 赤染晶子「乙女の密告」
- 第144回（2010年下半期） - 朝吹真理子「きことわ」、西村賢太「苦役列車」
- 第145回（2011年上半期） - 該当作品なし
- 第146回（2011年下半期） - 円城塔「道化師の蝶」、田中慎弥「共喰い」
- 第147回（2012年上半期） - 鹿島田真希「冥土めぐり」
- 第148回（2012年下半期） - 黒田夏子「abさんご」
- 第149回（2013年上半期） - 藤野可織「爪と目」
- 第150回（2013年下半期） - 小山田浩子「穴」
- 第151回（2014年上半期） - 柴崎友香「春の庭」
- 第152回（2014年下半期） - 小野正嗣「九年前の祈り」
- 第153回（2015年上半期） - 羽田圭介「スクラップ・アンド・ビルド」、又吉直樹「火花」
- 第154回（2015年下半期） - 滝口悠生「死んでいない者」、本谷有希子「異類婚姻譚」
- 第155回（2016年上半期） - 村田沙耶香「コンビニ人間」
- 第156回（2016年下半期） - 山下澄人「しんせかい」
- 第157回（2017年上半期） - 沼田真佑「影裏」
- 第158回（2017年下半期） - 石井遊佳「百年泥」、若竹千佐子「おらおらでひとりいぐも」
- 第159回（2018年上半期） - 高橋弘希「送り火」
- 第160回（2018年下半期） - 上田岳弘「ニムロッド」、町屋良平「1R1分34秒」
- 第161回（2019年上半期） - 今村夏子「むらさきのスカートの女」
- 第162回（2019年下半期） - 古川真人「背高泡立草」

### 2020年代
- 第163回（2020年上半期） - 高山羽根子「首里の馬」、遠野遥「破局」
- 第164回（2020年下半期） - 宇佐見りん「推し、燃ゆ」
- 第165回（2021年上半期） - 石沢麻依「貝に続く場所にて」、李琴峰「彼岸花が咲く島」
- 第166回（2021年下半期） - 砂川文次「ブラックボックス」
- 第167回（2022年上半期） - 高瀬隼子「おいしいごはんが食べられますように」
- 第168回（2022年下半期） - 井戸川射子「この世の喜びよ」、佐藤厚志「荒地の家族」
- 第169回（2023年上半期） - 市川沙央「ハンチバック」
- 第170回（2023年下半期） - 九段理江「東京都同情塔」
- 第171回（2024年上半期） - 朝比奈秋「サンショウウオの四十九日」、松永K三蔵「バリ山行」
- 第172回（2024年下半期） - 安堂ホセ「DTOPIA」、鈴木結生「ゲーテはすべてを言った」
- 第173回（2025年上半期） - 該当作品なし

## 歴代選考委員
各回ごとの出席状況などは別項芥川賞の受賞者一覧を参照。
| - 川端康成 第1回（1935年） - 第64回（1970年） - 菊池寛 第1回（1935年） - 第16回（1942年） - 久米正雄 第1回（1935年） - 第15回（1942年） - 小島政二郎 第1回（1935年） - 第16回（1942年） - 佐佐木茂索 第1回（1935年） - 第16回（1942年） - 佐藤春夫 第1回（1935年） - 第46回（1961年） - 滝井孝作 第1回（1935年） - 第86回（1981年） - 谷崎潤一郎 第1回（1935年） - 第16回（1942年） - 室生犀星 第1回（1935年） - 第17回（1943年） - 山本有三 第1回（1935年） - 第16回（1942年） - 横光利一 第1回（1935年） - 第20回（1944年） - 宇野浩二 第6回（1937年） - 第45回（1961年） - 片岡鉄兵 第13回（1941年） - 第19回（1944年） - 河上徹太郎 第17回（1943年） - 第20回（1944年） - 岸田國士 第18回（1943年） - 第30回（1953年） - 火野葦平 第18回（1943年） - 第20回（1944年） - 石川達三 第21回（1949年） - 第65回（1971年） - 坂口安吾 第21回（1949年） - 第30回（1953年） - 丹羽文雄 第21回（1949年） - 第92回（1984年） - 舟橋聖一 第21回（1949年） - 第73回（1975年） - 井上靖 第32回（1954年） - 第89回（1983年） - 中村光夫 第34回（1955年） - 第94回（1985年） - 井伏鱒二 第39回（1958年） - 第47回（1962年） - 永井龍男 第39回（1958年） - 第77回（1977年） - 石川淳 第47回（1962年） - 第65回（1971年） - 高見順 第47回（1962年） - 第53回（1965年） - 大岡昇平 第55回（1966年） - 第73回（1975年） - 三島由紀夫 第55回（1966年） - 第63回（1970年） - 安岡章太郎 第66回（1971年） - 第95回（1986年） - 吉行淳之介 第66回（1971年） - 第110回（1993年） - 遠藤周作 第76回（1976年） - 第95回（1986年） | - 大江健三郎 - 第76回（1976年） - 第91回（1984年） - 第103回（1990年） - 第114回（1995年） - 開高健 第79回（1978年） - 第101回（1989年） - 丸谷才一 - 第79回（1978年） - 第93回（1985年） - 第103回（1990年） - 第118回（1997年） - 三浦哲郎 第91回（1984年） - 第130回（2003年） - 田久保英夫 第94回（1985年） - 第124回（2000年） - 古井由吉 第94回（1985年） - 第132回（2004年） - 水上勉 第94回（1985年） - 第100回（1988年） - 大庭みな子 第97回（1987年） - 第115回（1996年） - 黒井千次 第97回（1987年） - 第146回（2012年） - 河野多恵子 第97回（1987年） - 第136回（2006年） - 日野啓三 第97回（1987年） - 第126回（2001年） - 池澤夏樹 第114回（1995年） - 第145回（2011年） - 石原慎太郎 第114回（1995年） - 第146回（2012年） - 宮本輝 第114回（1995年） - 第162回（2019年） - 村上龍 第123回（2000年） - 第158回（2017年） - 髙樹のぶ子 第126回（2001年） - 第161回（2019年） - 山田詠美 第129回（2003年） - - 小川洋子 第137回（2007年） - - 川上弘美 第137回（2007年） - - 島田雅彦 第144回（2010年） - - 奥泉光 第147回（2012年） - - 堀江敏幸 第147回（2012年） - 第170回（2024年） - 吉田修一 第156回（2016年） - - 松浦寿輝 第162回（2019年） - - 平野啓一郎 第163回（2020年） - - 川上未映子 第171回（2024年） - |